# Los Naranjos (Guanajuato)
Los Naranjos es una localidad del estado mexicano de Guanajuato. Es parte del municipio de León.

## Demografía
| Gráfica de evolución demográfica |
|                                  |

| Censo | Población |
| ----- | --------- |
| 1900  | 115       |
| 1910  | 65        |
| 1921  | 62        |
| 1930  | 139       |
| 1940  | 132       |
| 1950  | 142       |
| 1960  | 277       |
| 1970  | 242       |
| 1980  | 276       |
| 1990  | 420       |
| 2000  | 479       |
| 2010  | 793       |
| 2020  | 1&nbp;291 |